# Philippe Barbot
Pour les articles homonymes, voir Barbot.
Philippe Barbot (né le 15 février 1953 à Paris 12e) est un journaliste, auteur-compositeur-interprète et musicien français.

## Biographie
Philippe Barbot fait ses études au lycée François-Ier de Fontainebleau (Seine-et-Marne), puis est diplômé du Centre de formation des journalistes de Paris (CFJ) en 1973. Cofondateur avec, entre autres, Gilles Février, de l'hebdomadaire Saltimbanque la même année, il y côtoie Alain Pacadis et Costric.
Il est journaliste à Télé Poche de 1975 à 1981 et collabore au Monde de la Musique, L'Hebdo des Savanes, Charlie Mensuel, Phosphore, Okapi. Il entre à Télérama en 1982, où il est successivement chef du service musique, rédacteur en chef adjoint du supplément parisien Le Petit Journal, rédacteur en chef adjoint au service télévision. Il quitte Télérama en octobre 2006. Il collabore depuis au mensuel Rolling Stone, au magazine Serge, à l'émission CD'aujourd'hui sur France 2 et aux sites internet Yahoo Music, SFR Music et Deezer.
Parallèlement, il écrit une biographie du chanteur Alain Bashung (Librio, 2000), collabore au Dictionnaire de la musique mondiale (Larousse), réalise plusieurs hors-série (L'histoire du rock, Johnny Hallyday) pour Télérama, anime quelques « conférences chantées » (La Rochelle 2007, Marseille 2008, Lignières 2012) pour le Hall de la chanson. Il a été formateur régulier pour l'École supérieure de journalisme de Lille (ESJ). Il a été membre du jury du Festival international de la bande dessinée d'Angoulême (1993) et plusieurs fois juré du Prix Constantin.
Musicien, il participe à plusieurs orchestres, Yakaa, Les Ex, avant de  se produire sous son propre nom dans quelques festivals (festival Rochefort en accords, août 2006, festival Découvrir de Concèze, août 2008) et sur plusieurs scènes parisiennes (Le Zèbre de Belleville, mars et juin 2007, Les Voûtes Saint-Honoré, juin 2007, L'Espace La Comedia, avril 2008, Le Magique, février 2009).En 2012, il se produit pour plusieurs concerts au Sentier des Halles puis au théâtre Essaïon.
Son premier album, intitulé Point barre, est publié en février 2012, avec la participation de musiciens comme Robert Wyatt, Dominique Cravic et les Primitifs du Futur ou Fred Pallem,,,,. Le magazine Rock&Folk le qualifie de "meilleur album de chansons des années 2000".
En février 2015, il publie Backstage aux éditions Philippe Rey, récits de rencontres marquantes avec des artistes français (Georges Brassens, Serge Gainsbourg, Michel Polnareff, Johnny Hallyday, Jacques Dutronc, Jacques Higelin, etc.) et anglo-saxons (Paul McCartney, Mick Jagger-Keith Richards, Bob Marley, Bruce Springsteen, Lou Reed, Iggy Pop, etc.),.
Son deuxième album, Dynamo, réalisé par Bertrand Louis, est sorti le 13 mai 2016,,.
En juin 2018, il publie 101 chansons cultes aux éditions du Layeur, l'histoire des plus grands tubes pop, rock et soul, des années 1950 à nos jours. 
Quelques-unes de ses anciennes interviews audio (Brassens, Gainsbourg, Pierre Barouh, Johnny Hallyday, Bashung, etc) sont disponibles en ligne sur le site de la Sacem.
En septembre 2020, il publie Bashung, aux éditions du Layeur, ouvrage illustré répertoriant toute la discographie et la filmographie de l'artiste.
En septembre 2021, il publie Higelin, toujours aux éditions du Layeur et sur le même principe que l'ouvrage précédent. Deux mois après paraît Rock Circus, co-écrit avec l'illustrateur Alain Fretet, livre d'images dans la lignée du mythique Rock Dreams de Guy Peellaert, sous-titré "la grande parade illustrée du rock'n'roll".
En avril 2022, le magazine Rolling Stone publie un hors série spécial 45 tours cultes, rassemblant 69 de ses chroniques mensuelles "Radio Classique".

## Publications
- Bashung, Paris, éditions Librio, 2000, 86 p.  (ISBN 2-290-30716-5)
- Backstage, Paris, éditions Philippe Rey, 2015, 256 p.  (ISBN 978-2-84876-444-3),
- 101 Chansons Cultes, Paris, éditions du Layeur, 2018, 226 p.  (ISBN 978-2915126464)
- Bashung, Paris, éditions du Layeur, 2020, 144 p.  (ISBN 978-2-915126-71-6)
- Higelin, Paris, éditions du Layeur, 2021, 160 p.  (ISBN 978-2-915126-91-4)
- Rock Circus, avec Alain Fretet, Paris, éditions du Layeur, 2021, 236 p.  (ISBN 978-2-915-126-99-0)

## Discographie
- Point Barre, (Believe) février 2012
- Dynamo, (Believe-Differ-Ant) mai 2016